# Лы (народ)
Лы (лы, нов. письмо: ᦺᦑᦟᦹᧉ, [tai˥˩lɯ˩]; кит. упр. 傣仂, пиньинь dăilè; тайск. ไทลื้อ, тхайлы; вьет. Lự; тай, тхай, в русскоязычной литературе также может называться «лу» или «лю») — тайский народ в Восточной и Юго-Восточной Азии. Общая численность — более 600 тысяч человек. Входит в число 54 официально признанных народов Вьетнама. В Китае включаются в состав национальности дай.

## Расселение и численность
Проживают в Китае — в Сишуанбаньна-Дайском автономном округе провинции Юньнань (250 тысяч человек, 1990 год), в Мьянме — в районе Кетунг штата Шан (200 тысяч человек, 1981 год), Лаосе — на западе провинции Пхонгсали, а также в провинциях Луангнамтха, Бокео, Удомсай, Сайнябули, Луангпхабанг (134 100 человек, 2000 год), в Таиланде (83 тысячи человек, 2001 год) — преимущественно на севере, в провинциях Чианграй, Пхаяу, Лампхун, Нан, кроме того, небольшое количество лы проживает в Южном Таиланде, а также во Вьетнаме в провинции Лайтяу (4964 человека, перепись 1999 года).

## Язык
Говорят на языке лы юго-западной подгруппы тайской группы. 50% лы Китая — одноязычны, остальные как вторым владеют китайским или цзинпо, лы Таиланда — языком юан. В Китае и Таиланде используется всеми слоями населения. В Китае на нём издаются газеты и журналы, ведутся радио и телепередачи.
Лы — старописьменный язык, т. н. старое письмо лы, близкое к письму ланна, используется приблизительно с начала XIII века. В 1950-е годы в Китае было разработано новое письмо лы, которое попытались ввести в оборот между 1950 и 1980 годами. Однако реформа письменности не получила поддержки среди населения и в настоящее время область использования нового письма ограничивается уличными вывесками, а читать его могут очень немногие.

## Традиционный образ жизни
Основное занятие — орошаемое земледелие (клейкий рис, овощи), коневодство. Развиты ремёсла — гончарное, ткацкое и др. Знамениты женскими шарфами, которые изготовляли в том числе для лаосского королевского двора.
Для традиционной социальной организации характерны малые патрилокальные семьи, при этом патрилинейность сочетается в отдельных местах с пережитками матрилинейности. Сохранили деление на тотемные эндогамные группы.
Традиционна распашная одежда. Женщины носят юбки тёмно-синего цвета, украшенные разноцветными полосами и короткие кофты, девушки — также красные тюрбаны. Среди обоих полов распространены татуировки.
Характерны каркасные свайные жилища прямоугольной формы с крышами, крытыми соломой.
Верующие лы — буддисты (тхеравада) или придерживаются традиционных верований, включающих анимизм, культ предков. Один из основных праздников — Новый год отмечается в апреле.